# Eliza Maria Gordon-Cumming

Eliza Maria, Lady Gordon-Cumming ( née Campbell; 1795 - 21 de abril de 1842) fue una aristócrata, horticultora, paleontóloga e ilustradora científica escocesa. Lady Gordon-Cumming recopiló y estudió fósiles de peces del Devónico de la antigua arenisca roja de Morayshire, Escocia. Acumuló una gran y conocida colección que ilustró junto con su hija, Lady Anne Seymour.Trabajó con otros paleontólogos y geólogos de la época, incluidos Louis Agassiz, William Buckland y Roderick Murchison.

## Biografía

### Primeros años de vida
Eliza Gordon-Cumming nació como Eliza Maria Campbell en 1795 en Inveraray, hija de Lady Charlotte Campbell (más tarde Lady Charlotte Bury) y el coronel John Campbell. Su madre era diarista y novelista y su padre soldado y político.

### Investigación paleontológica
Era una pintora experta y una entusiasta horticultora que comenzó a estudiar los fósiles en su finca de Altyre, cerca del fiordo de Moray, alrededor de 1839. También dio instrucciones a los trabajadores de las canteras de la finca para que le trajeran cualquier ejemplar que encontraran. Recopiló una gran cantidad de especímenes de peces fósiles del período Devónico y comenzó una correspondencia con los geólogos más famosos de la época: Louis Agassiz, William Buckland y Roderick Murchison quienes visitaron su colección en Escocia. Envió ilustraciones, cartas y especímenes a toda Europa, con la intención de publicar sus descubrimientos y teorías sobre la apariencia de peces en vida. Varias de estas ilustraciones sobreviven en los archivos de la Sociedad Geológica. Algunas de sus ideas sobre cómo debían interpretarse los restos fósiles fueron posteriormente desacreditadas cuando salieron a la luz más evidencias fósiles, pero sus ilustraciones fueron muy respetadas. Su trabajo fue elogiado por Hugh Miller y Louis Agassiz, quien escribió: 
"... recogió estos restos y los distribuyó entre los geólogos con la mayor liberalidad. Eliza Gordon-Cumming había estudiado los restos con gran cuidado y preparado una serie de dibujos de todos los especímenes más perfectos con una precisión de detalle y un talento artístico que pocos naturalistas pueden esperar alcanzar" 
Después de su visita a Altyre, Agassiz nombró una especie de pez , Cheirolepis cummingae (a veces también escrito cummingii ), en honor a Gordon-Cumming. Posteriormente se descubrió que el nombre de esta especie era sinónimo de Cheirolepis trialli. Muchos de los fósiles de su colección fueron identificados personalmente por Agassiz, y se encuentran ahora en el Museo Nacional de Escocia, el Museo de Historia Natural y la Universidad de Neuchâtel.

### Matrimonio e hijos
Lady Cumming se casó con Sir William Gordon-Cumming de Altyre, segundo baronet en 1815. Tuvieron 13 hijos, incluidos
- Sir Alexander Penrose Gordon-Cumming, tercer baronet (1816–1866)
- Roualeyn George Gordon-Cumming (15 de marzo de 1820 – 24 de marzo de 1866), viajero, deportista y cazador de leones
- Francis Hastings Toone Gordon-Cumming (1842-1883)
- Anne Seymour Conway Baker Cresswell (f. 1858)
- María Elizabeth Gordon-Cumming
- Henry Gordon-Cumming (n. 1822)
- John Randolph Gordon-Cumming (1826-1866)
- William Gordon-Cumming (1829-1898)
- Adelaide Eliza Gordon-Cumming (fallecida en 1870)
- Alice Henrietta Gordon-Cumming (f. 1859)
- Constance Frederica “Eka” Gordon-Cumming (26 de mayo de 1837 – 4 de septiembre de 1924), escritora de viajes y pintora [7]
- Eleanora Gordon-Cumming (n. 1842 f. 1889)

### Muerte
Durante su decimotercer embarazo, Cumming estaba impaciente por retomar sus estudios y le escribió a Roderick Murchison: «Estoy ansiosa por volver a trabajar». Sin embargo, murió el 21 de abril de 1842 debido a complicaciones posteriores al parto.

## Lectura adicional
- Birch, Suzanne Pilaar (21 de agosto de 2013). «Mary Anning: Google doodle celebrates the missing woman of geology». The Guardian. Consultado el 18 de diciembre de 2017.